# Välijoki (vattendrag i Finland)
Välijoki är ett vattendrag i Finland.   Det ligger i landskapet Lappland, i den norra delen av landet, 700 km norr om huvudstaden Helsingfors. Välijoki ligger vid sjön Perunkajärvi.